# Дерковщина
Де́рковщина (бел. Дзеркаўшчына) — деревня в Глубокском районе Витебской области Белоруссии. В составе Коробовского сельсовета. Население — 638 человек (2019).

## География
Деревня находится в 11 км к юго-западу от райцентра, города Глубокое. Через деревню протекает река Маргва, бассейн Дисны. Деревня связана местными дорогами с окрестными населёнными пунктами.

## Достопримечательности
- Костёл Успения Пресвятой Девы Марии. Построен в первой половине XIX века из бутового камня. Обнесен бутовой оградой с двухъярусной колокольней. Является памятником эклектичной архитектуры. В 1989 году храм возвращен верующим, годом позже состоялось повторное освящение[2]. Здание включено в Государственный список историко-культурных ценностей Республики Беларусь[3] —  Историко-культурная ценность Республики Беларусь, шифр 213Г000381
- Церковь великомученика целителя Пантелеймона. Храм был построен в 2008 году на месте здания бывшего магазина. В настоящее время относится к Глубокскому благочинию.
- Мемориальный комплекс — Памятник неизвестному солдату.
- В XIX веке в Дерковщине была построена дворянская усадьба рода Домейко. Усадьба не сохранилась, в деревне от неё остались лишь фрагменты парка.
- Католическое кладбище